# 巴克利 (密蘇里州)
巴克利（英語：Barkley）是位於美國密蘇里州馬里昂縣的非建制地區。

## 地理
巴克利所處的海拔為高於海平面193米（即633英呎），而該地所採用的時區為UTC-6，即北美中部時區（CST）。同時該地設有夏令時間，為UTC-6調快一小時，即UTC-5（CDT）。